# 末日異戰
《末日異戰》（俄语：Вторжение）是一部2020年俄羅斯科幻片，為2017年電影《異星引力》的續集。由費多爾·邦達爾丘克執導和監製，艾琳娜·史塔薛包姆、亞歷山大·佩托洛夫、歐列格·米契可夫、里諾爾·穆卡梅托夫、尤里·鮑里索夫和謝爾蓋 ·加瑪什主演。这是費多爾·邦達爾丘克执导的第五部電影，也是俄羅斯第八部以IMAX格式拍攝的電影。

## 外部連結
- Official website （页面存档备份，存于） at the Art Pictures Studio （英語）
- 互联网电影数据库（IMDb）上《末日異戰》的资料（英文）
- 爛番茄上《末日異戰》的資料（英文）
- AllMovie上《末日異戰》的资料（英文）